# 劉天華
劉 天華（りゅう てんか、1895年2月4日 - 1932年6月8日）は、中華民国の作曲家・演奏家。

## 経歴
1895年、江蘇省常州府江陰県殷家埭（現在の江蘇省蘇州市張家港市金港街道）に生まれる。中国の伝統音楽と、二胡をはじめとする民族楽器の改革に多大なる貢献をした。
劉天華の作曲した47の練習曲と10の二胡独奏曲は、二胡が独奏楽器として発展する上で重要な役割を担った。

## 業績
以下のような業績を残した。
- 二胡の音域の拡大
- 二胡の弓法の制定
- 中国伝統音楽と西洋音楽との融合
- 国楽改進社の創立

## 作品

### 二胡曲 (劉天華十大名曲)
- 病中吟 (1918)
- 月夜 (1924)
- 苦悶之謳 (1926)
- 悲歌 (1927)
- 良宵 (1928)
- 閑居吟 (1928)
- 空山鳥語 (1928)
- 光明行 (1931)
- 独弦操 (1932)
- 燭影揺紅 (1932)

## 家族・親族
- 兄：劉半農。言語学者・文学者。